# 吳瀚 (清朝)
吳瀚（?—?），清朝政治人物。陝西蒲城縣人。
吳瀚為監生出身。乾隆二年（1737年）十一月，出任湖南永順府龍山縣知縣。